# District d'Aubigny
Le district d'Aubigny est une ancienne division territoriale française du département du Cher de 1790 à 1795.
Il était composé des cantons de Aubigny, Argent, la Chapelle, Henrichemont et Vailly.